# Paku Haji (Pakuhaji)
Paku Haji is een bestuurslaag in het regentschap Tangerang van de provincie Banten, Indonesië. Paku Haji telt 9892 inwoners (volkstelling 2010).